# Ouzo
Ouzo (ούζο) er en anis-baseret brændevin fra Grækenland og grækernes nationaldrik. Ouzo er meget lig absint, blot uden have-malurt. Ouzo er klart, indtil man blander det med vand, hvorefter det bliver mælkehvidt. Dette skyldes at drikken indeholder stoffet anethol, som er opløseligt i alkohol men ikke i vand. Dette danner bundfald, og den hvide farve optræder. 
Når man blander ouzo med vand bliver alkoholprocenten lavere, og anetholen fælder ud. 
En relateret drink er Tsipouro.

## Historie
Ouzoens historie er uklar, men enkelte mener, at det har eksisteret i en eller anden form siden antikken. Destillationsteknikken blev dog først kendt omkring 1200-tallet i Europa, hvorfor en eventuel drik inden da må have haft en langt lavere alkoholprocent end nutidens Ouzo.
En lignede drink, raki, blev lavet i det Byzantinske rige og senere det Osmanniske Rige. Navnet raki bliver stadig brugt om tyrkiske og arabiske drikke, der i høj grad minder om ouzo.
Moderne ouzoproduktion begyndte efter at Grækenland blev selvstændig i 1800-tallet. Det tidligste produktionscenter for ouzo var øen Lesbos, og store mængder af brændevinen bliver fortsat fremstillet der. En af de største producenter er Barbayiannis (Βαρβαγιάννης), som holder til på den sydligste del af øen.
I 1932 udviklede man en metode at destillere ouzo på hvor kobberkedler benyttes, og dette regnes i dag som den korrekte måde at lave drikken på.
| Mad og drikke | Spire Denne artikel om mad og drikke er en spire som bør udbygges. Du er velkommen til at hjælpe Wikipedia ved at udvide den. |